# Лейбористская партия (Маврикий)
Лейбористская партия (Трудовая партия, фр. Parti Travailliste, PTr, англ. Mauritius Labour Party) — политическая партия Маврикия, с основания декларирующая левоцентристскую и социал-демократическую идеологию. Выступает за развитие смешанной экономики с акцентом на социальную защищенность.
Старейшая из существующих партий острова и одна из четырех основных маврикийских политических сил наряду с Маврикийским боевым движением (МММ), Боевым социалистическим движением (MSM) и Маврикийской социал-демократической партией (PMSD). Основанная в 1936 году партия участвовала в органах местного самоуправления еще в колониальный период, активно выступая за предоставление стране независимости. Она находилась у власти с 1948 по 1982 год, с 1995 по 2000 годы и с 2005 по 2014 год. С 1983 по 1990 год она входила в коалиционное правительство в качестве младшего партнёра.
Представляет в основном индийскую общину острова. Ныне партию возглавляет представитель местной политической династии Навинчандра Рамгулам. На последние всеобщие выборы 2014 года шла в альянсе с MMM, проведя 4 непосредственно избираемых депутатов.

## История

### Первые десятилетия
Лейбористская партия была основана в 1936 году Морисом Кюре, врачом по профессии и креолом по этнической принадлежности. Она в целом ориентировалась на пример британской Лейбористской партии. При этом, если в Великобритании лейбористская партия была создана по профсоюзной инициативе, то на Маврикии профсоюзы появились только спустя два года после учреждения соответствующей партии.
Как и британские лейбористы, их маврикийские товарищи провозглашали «либеральный социализм», ориентированный на постепенные политические и экономические реформы, в первую очередь защиту прав и свобод трудящихся, включая повышения заработной платы и оплачиваемые отпуска. Среди прочих целей, очерченных в ранних резолюциях партии, были получение избирательных прав для рабочего класса, его представительство в Законодательном собрании, организация Управление труда, запрещение капиталистической эксплуатации на сахарных плантациях, а также распространение социалистических ценностей на острове.
Изначально её ядро составляли представители эксплуатируемых слоёв креольской и индомаврикийской общин — сельскохозяйственные рабочие, работники сахарных заводов, мелкие служащие, крестьяне, — а также мелкой и средней буржуазии. До 1955 года лейбористы были единственной политической партией местного населения. Хотя на протяжении всей истории партия позиционировалась как общенациональная, среди её членов преобладали лица индийского происхождения.
Когда Кюре был вынужден уйти с поста председателя партии в 1941 году, его сменил Эммануэль Анкетиль, умерший в декабре 1946 года. Следующий партийный лидер — Ги Роземон — также возглавлял лейбористов до своей смерти в 1956 году в возрасте 41 года.

### Независимость Маврикия
Сивусагур Рамгулам, возглавивший партию в конце 1958 года, выступал за немедленную независимость Маврикия в рамках Содружества Наций. После победы Лейбористской партии на всеобщих выборах 1967 года в парламенте было принято конституционное соглашение в результате многочисленных конференций в Ланкастере и Лондоне (Великобритания), после чего правительство провело в Законодательном собрании голосование за независимость, провозглашённую 12 марта 1968 года.
С момента обретения независимости Лейбористская партия руководила правительствами, сформированными в одиночку или в коалиции, с 1968 по 1982 год под началом сэра Сивусагура Рамгулама, а затем снова с 1995 по 2000 годы и с 2005 по 2014 год под началом его сына Навинчандры (Навина) Рамгулама.
Первое коалиционное правительство независимого Маврикия включало Лейбористскую партию, возглавляемую Рамгуламом, Вирасами Рингаду (впоследствии последний генерал-губернатор и первый президент Маврикия) и Гарольдом Уолтером, а также Независимый передовой блок (Independent Forward Block) во главе с братьями Биссундоялами, Лаллом и Анирудом Джагнотами и Мусульманский комитет действий (CAM) Абдулы Разака Мохамеда. На выборах они выступали единым списком как «Партия независимости».
Находясь при власти, лейбористы во внутренней политике осуществляли умеренный курс на частичные социальные реформы, опираясь на часть профсоюзного движения. Однако их половинчастость способствовала скорому появлению на политической арене Маврикия более радикальных социалистических сил, в том числе из числа бывших членов Лейбористской партии. В области внешней политики лейбористы выступали за участие Маврикия в Движении неприсоединения и превращение Индийского океана в зону мира.

### От власти к её потере
Лейбористская партия создала новое коалиционное правительство в 1969 году с правоконсервативной (вопреки своему названию) Маврикийской социал-демократической партией (PMSD) Гаэтана Дюваля. На выборах в декабре 1976 года Лейбористская партия завоевала только 28 мест из 70, уступив получившему 34 мандатов левосоциалистическому Маврикийскому боевому движению (МММ) во главе с Полем Беранже и Хариш Будху, но остался у власти, возобновив коалицию с PMSD.
Впрочем, уже в 1979 году Лейбористскую партию потряс раскол — из неё был исключен ряд видных членов, несогласных с партийным руководством по вопросам внутренней и внешней политики, и те на базе левой фракции лейбористов создали Маврикийскую социалистическую партию.
На следующих выборах 1982 года победа левой оппозиции была ещё разительней — коалиция Маврикийского боевого движения и Маврикийской социалистической партии получила 64,16 % голосов (при явке 87,3 %) и все 60 избираемых прямым голосованием мест против 24 % и всего 2 дополнительных мест у лейбористов. Среди прочих, своё непосредственно избираемое место в парламенте потерял и Рамгулам.
Хотя с 1983 по 1990 год электоральная поддержка Лейбористской партии оставалась слабой, в ней всё ещё насчитывалось порядка 30 тысяч членов, и партии удавалось оставаться на плаву благодаря коалиции с Боевым социалистическим движением (MSM) премьер-министра Анируда Джагнота, отколовшегося от МММ и объединившегося с Маврикийской социалистической партией.
В феврале 1984 года руководство лейбористов приняло решение выйти из коалиции с MSM и PMSD, однако ряд их видных членов отказались подчиниться этому решению и покинуть правительство. Их исключили, после чего они в 1985 году образовали собственную партию Объединение маврикийских лейбористов, продолжившую участие в коалиции.
На парламентских выборах 1987 года выступала единым списком «Союз» с другими партиями страны (Маврикийским социалистическим движением и Маврикийской социал-демократической партией), которые получили 49,5 % и 39 из 62 мест в парламенте — 9 из них отошли лейбористам, делегировавшим также 4 министров в правительство, включая своего лидера Саткама Булелла, который получил пост первого заместителя премьер-министра.
По итогам парламентских выборов 1990 года и победы воссоединившегося союза МММ/MSM Лейбористская партия впервые с 1948 года на длительное время (на 5 лет) лишилась участия в правительстве.

### Под руководством Навина Рамгулама
Лейбористы вернулись к власти при новом лидере Навине Рамгуламе, принявшем партийное руководство в 1991 году, благодаря союзу с Маврикийским боевым движением. В 1995 году их коалиция выиграла всеобщие выборы, получив 65,2 %, перешагнув за 1 миллион голосов и заняв все 60 непосредственно избираемых мест в парламенте: 35 мандатов за лейбористами и 25 за Маврикийским боевым движением.
МММ вышло из правящей коалиции в 1997 году, но Лейбористская партия продолжала править, уже опираясь на парламентские голоса мелких партий. Однако на парламентских выборах 2000 года однако коалиция лейбористов с Маврикийской партией Ксавье-Люка Дюваля получила только 36,6 % голосов и 8 из 70 мест, вновь проиграв союзу МММ/MSM.
Лейбористская партия вернулась к власти на выборах 2005 года в рамках Социального альянса (Alliance Sociale) с рядом мелких партий (Маврикийская партия Ксавье-Люка Дюваля, Зелёные, Республиканское движение, Маврикийское боевое социалистическое движение), завоевавшего 42 из 70 мест.
На выборах 2010 года лейбористы возглавляли «Союз за будущее» (Alliance de L’Avenir), в который также входили Боевое социалистическое движение и социал-демократическая партия. Этот блок победил, получив 41 место, но сформированная им правительственная коалиция распалась 6 августа 2011 года, после чего в ней остались только лейбористы, социал-демократы и Республиканское движение (MR).

### Современное состояние
К следующим выборам 10 декабря 2014 года Лейбористская партия создала новый союз, вновь с MMM, однако он получил лишь 16 из 69 непосредственно и косвенно избираемых мест, оставив лейбористов со вторым худшим показателем парламентского представительства за всё время партийных выборов.
Своими текущими целями Лейбористская партия называет обеспечение всем гражданам государства равных возможностей независимо от расы, религии, пола или класса, а также чистой и здоровой окружающей среды для следующих поколений. Печатным органом партии традиционно была газета «Advance», а высшим органом — ежегодно созываемый съезд.

## Международные связи
Лейбористская партия представляет Маврикий в Социалистическом интернационале (наряду с Маврикийским боевым движением), в котором состоит с 1969 года. Лейборист Навин Рамгулам является вице-президентом Социнтерна. Партия также входила в Африканский социалистический интернационал с момента его основания в 1981 году. В 1988 году делегация маврикийских лейбористов посетила Советский Союз по приглашению ЦК КПСС.

## Лидеры
- 1936—1941 — Морис Кюре
- 1941—1946 — Эммануэль Анкетиль
- 1946—1956 — Ги Розенмон
- 1956—1959 — Ренганаден Синивассин
- 1959—1984 — Сивусагур Рамгулам
- 1984—1991 — Саткам Булелл
- С 1991 — Навин Рамгулам

## Электоральные результаты
| Год  | Количество кандидатов | Количество мест | Место | Лидер              | Пост                    |
| ---- | --------------------- | --------------- | ----- | ------------------ | ----------------------- |
| 1967 | 35 из 60              | 24 из 70        | 1     | Сивусагур Рамгулам | Премьер-министр         |
| 1976 | 60 из 60              | 28 из 70        | 2     | Сивусагур Рамгулам | Премьер-министр         |
| 1982 | 60 из 60              | 0 из 70         | -     | Сивусагур Рамгулам | -                       |
| 1983 | 15 из 60              | 9 из 70         | 3     | Саткам Булелл      | Министр иностранных дел |
| 1987 | 15 из 60              | 8 из 70         | 3     | Саткам Булелл      | Министр иностранных дел |
| 1991 | 35 из 60              | 3 из 70         | 3     | Навин Рамгулам     | Лидер оппозиции         |
| 1995 | 35 из 70              | 35 из 70        | 1     | Навин Рамгулам     | Премьер-министр         |
| 2000 | 50 из 60              | 8 из 70         | 3     | Навин Рамгулам     | Лидер оппозиции         |
| 2005 | 45 из 60              | 32 из 70        | 1     | Навин Рамгулам     | Премьер-министр         |
| 2010 | 35 из 60              | 28 из 70        | 1     | Навин Рамгулам     | Премьер-министр         |
| 2014 | 30 из 60              | 4 из 69         | 5     | Навин Рамгулам     | -                       |